# チップセット

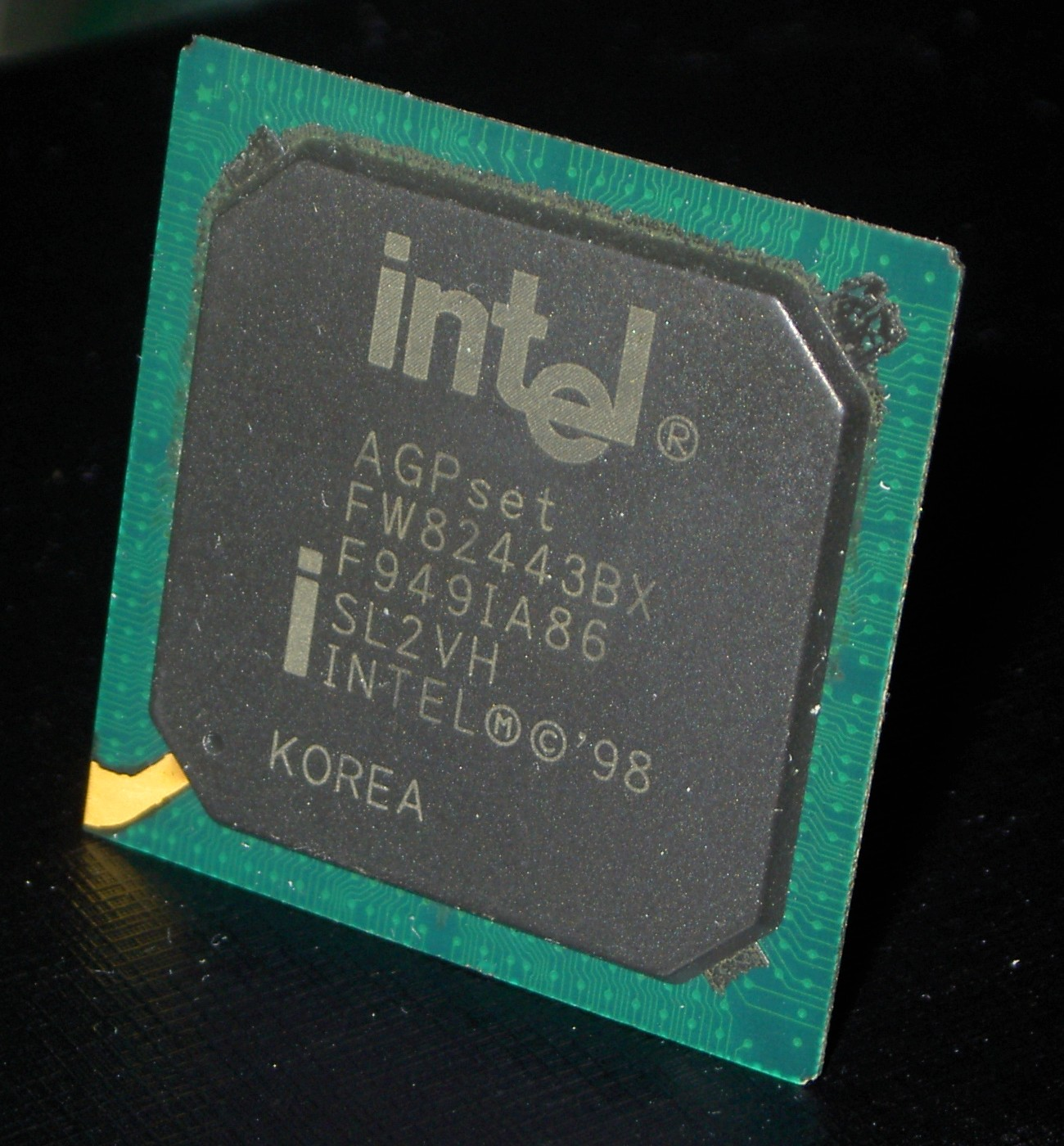
チップセットに用いられるLSI例

チップセット（英: Chipset）とは、原義では、ある機能を実現するために組み合わされた複数の集積回路 (IC) の集まりであり、広義ではPC/AT互換機（に類似したパーソナルコンピュータ）のマザーボードに実装される、CPUの外部バスと、メモリや周辺機器を接続する標準バスとのバスブリッジなどの機能を集積した、少数の大規模集積回路 (LSI) をチップセットと呼ぶ。
2017年現在は集積化が進み一個である事が多いがチップセットという呼称を続けている。
2010年前後には、RFなどの高機能LSIとバスコントローラ、さらにマイクロコントローラ（に、さらに周辺を集積したSoC）などが連携し、スマートフォン等、ビジネスになる製品をワンストップで実装できる「ターンキー」システムとして設計されたLSIのセットを指しても「チップセット」という語が使われるようになっている。
本項では主として、前述のパーソナルコンピュータにおけるチップセットについて説明する。

## 概要

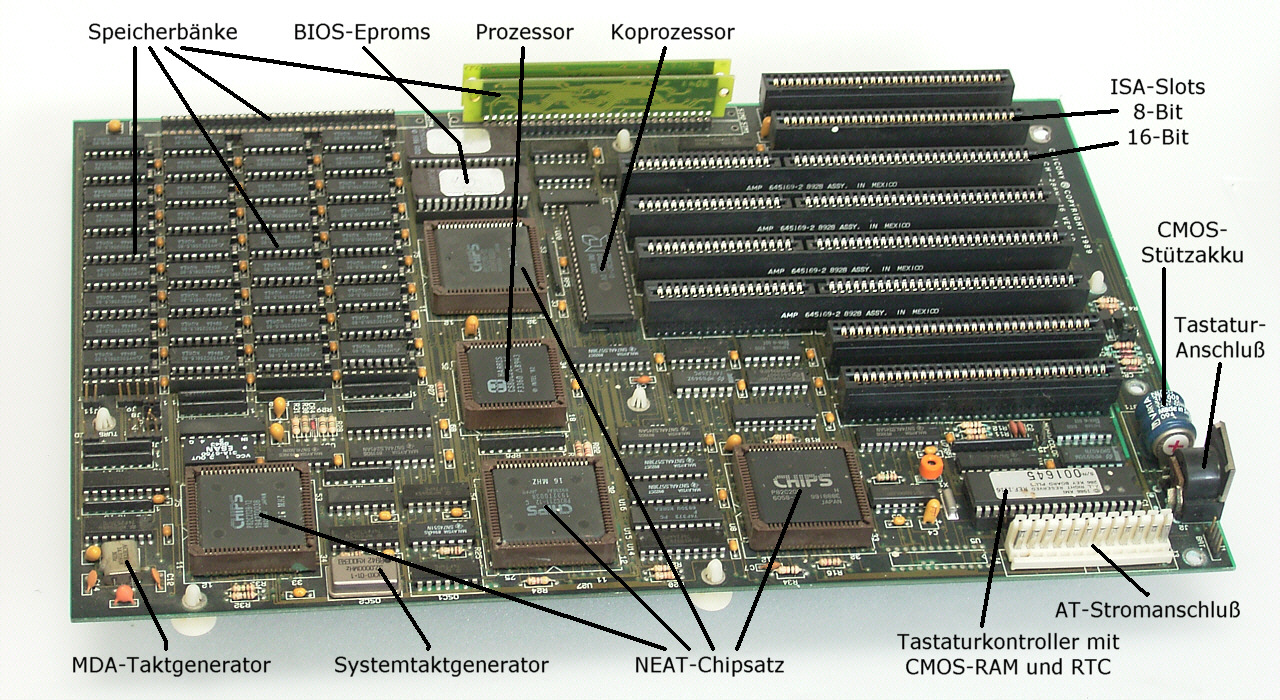
4チップ構成のチップセットを用いた初期のPC/AT互換マザーボード

当初のPC/AT互換機では、CPUメーカーが供給する標準的なCPU周辺ICと複数の汎用ICの組み合わせ（こちらが原義のチップセット）によって、制御回路を構成していた。チップセットは、低価格化や実装面積の削減などをはかるために、それら複数の周辺ICや汎用LSIを、より高集積で少数の専用LSIに統合したものである。
コンピュータシステムを都市にたとえるなら、チップセットの持つ高度なインタフェース機能は、都市における交通結節点に相当し、ある意味では、情報処理に特化しているCPUよりも、システムにおいて主要であると言える。実際に、1990年代以降のPC/AT互換機やそれに類似したマシン（PC-9800など）のマザーボードは特殊な場合を除き、CPUが設計の中心ではなく、チップセットが設計の中心である。特に32ビット時代の後半からは、CPUの交換が想定されているシステムは珍しくないが、チップセットのみの交換を想定しているシステムは存在しない。
チップス・アンド・テクノロジーズ（後の1997年にインテルに買収された）などが初期の代表的なメーカで、初期には、単に統合ASICと呼ばれることが多く、PCやマザーボードのカタログでも、取り立てて強調するようなことはなかった。チップセットという言葉が広く認知され始めたのは、PCIへの移行の初期頃の、インテルのi420TX (Saturn) やi430NX (Neptune) あたりからであり、PCの機能や性能への影響が大きくなったことと、パソコン自作のためにあまり表に出ないパーツが意識されるようになったためである。

## 構成
1990年代のi430LX (Mercury) やi430FX (Triton) の時代になると、2チップ構成が一般的になった。ノースブリッジがCPUに統合されるまでは、CPUやメモリバスに近い側をノースブリッジ、遠い側で（比較的）低速な外部I/Oとのインタフェースの側をサウスブリッジと呼んでいた。
ノースブリッジには、CPUインタフェース、メモリコントローラ、グラフィックインタフェース（90年代 - 00年代前半はAGP、その後はPCI Express）が含まれ、更にGPUの機能を統合した統合チップセット（後述）などが存在した。現在では集積化が進み、従来のノースブリッジの機能はCPUに統合されていき、インテルプラットフォームでは2009年のLynnfield (LGA1156)より、AMDプラットフォームではAPUでは2011年のLlano（Socket FM1）、CPUでは2017年のRyzen（Socket AM4）にてすべての機能がCPUに統合されたため、現在では中古市場を除くパーソナルコンピューターのマザーボードにノースブリッジは存在しない。
サウスブリッジには、かつてのPCIやその後のグラフィックス向けのx16スロットを除くPCI Expressスロット、ATA、USB、EthernetなどのI/Oやサウンド機能が搭載されている。前述の通り現在のパーソナルコンピューターにはノースブリッジが存在しないため、旧来のサウスブリッジは単純にチップセットと呼ばれるようになり、拡張スロット及びオンボードデバイス用のPCI Expressコントローラ、SATAやNVMe及びそれらに接続されたストレージを管理するRAIDコントローラー、高速なUSBインタフェースが主な機能として搭載されている。初期には汎用のI/OバスであるPCIバスでノースブリッジとの接続が行われる事もあったが、その後は米インテル社のDMIや、米AMD社のUnified Media Interface、VIA社のV-Linkなど、ノースブリッジ接続用の高速バスを排他的に用いて高速化が図られていた。ノースブリッジがCPUと統合された後も、サウスブリッジとCPU間は専用の高速バスで接続されているが、その実態は専用のPCI Expressレーンであるため、Socket AM4以降のAMDでは特に固有名詞は用いられていない。
高速な動作が必要でない、あるいは不可能であるようなレガシーデバイス（PS/2ポート、フロッピーディスクドライブ、シリアルポート、パラレルポート、ISAバス）をサポートする回路を組み込むことは、チップセット自体の高速化の足かせとなるため、1980年代後半以後はサウスブリッジのチップから分離させ、スーパーI/Oチップと呼ばれる別のLSIに担当させることが増えている。スーパーI/Oチップは、CPUから見ればサウスチップのさらに向こうにつながっていることになる。スーパーI/Oチップもチップセットの重要な一部であるが、その役割がPCの性能向上に寄与せず、現在ではあまり利用されることのないレガシーポートの管理であるため、マザーボードのスペックなどではあまり注目されない。

2チップ構成のチップセット模式図
2チップ構成チップセットを用いたマザーボードブロック図
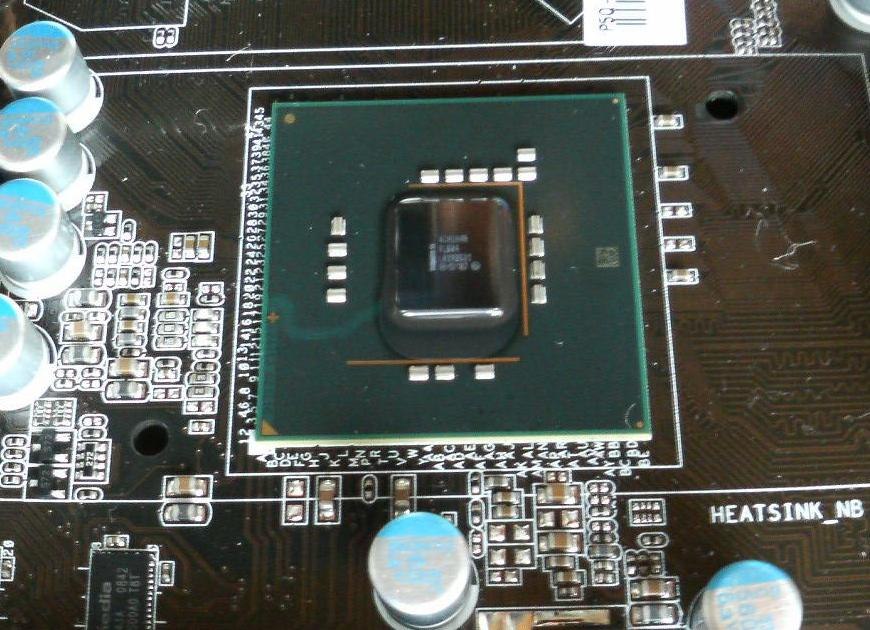
ノースブリッジの一例。インテル製G45チップ
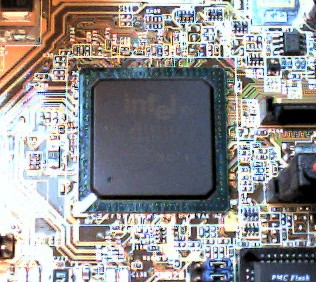
サウスブリッジの一例。インテル製ICH5R

## 統合チップセット

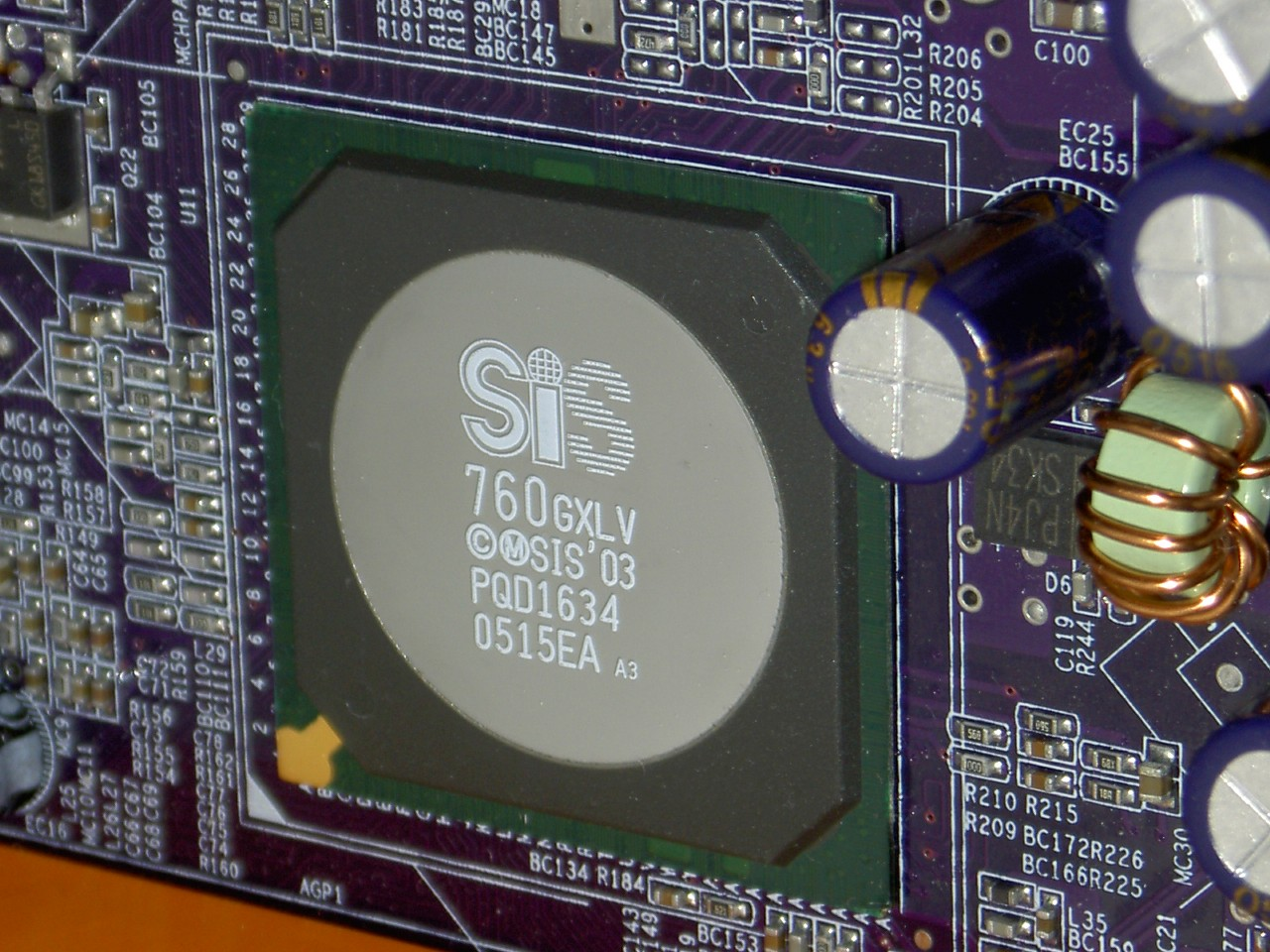
統合チップセットの例 (SiS760)

かつて製造販売されていたノースブリッジにグラフィックス機能を統合したチップセットを、統合チップセットと呼ぶ（「グラフィックス」または「ビデオ」を冠することもある）。オンボードグラフィックスに分類される。
一般的にGPUチップを搭載するよりも低コストであり、また省スペース性・省電力性にも優れていたため、それらのスペックが重視されるノートパソコン等では特に採用が多かった（たとえばMacBookで、多くの時期のモデルにおいてそうである）。
ビデオメモリはメインメモリの一部領域を共有するUnified Memory Architecture (UMA) が主流であったが、専用の外部メモリをサポートする製品もあった。
初期は性能が単体GPUに比べ劣ることもあったが、帯域幅的に外付けより有利な統合チップセットも存在し、マルチディスプレイ機能やDVI出力、Shader Model 4.0対応などの単体GPUと遜色ない機能と性能を持つようになっていた。
ノースブリッジ機能のCPUへの統合に伴い、統合グラフィックもCPUに移っている。

## 代表的なメーカーとチップセット
インテルやAMDなどのCPUメーカーは、自社製の純正チップセットを開発、供給している。これにより信頼性やブランドイメージを上げる事に貢献している。
サードパーティーメーカーの撤退
サードパーティーのメーカーは、統合型のチップセットによる実装工数の削減や、価格的なアドバンテージをマザーボード製造メーカーにアピールする傾向にあり、低価格PC向けに採用されることが多かった。一方で、ベンチマーク性能やインターフェイスの充実を重視する製品を積極的に投入しているメーカーもあった。
サードパーティー製チップセットは、不具合や相性問題を抱える製品が少なからず存在し、特にPCIインターフェイス搭載の拡張カードは、インテル純正チップセットでのみ動作保証するという製品が多数見かけられた（ただし、各CPUメーカーの純正品が必ずしも安定しているという訳でもない）。チップセットドライバ、BIOSの更新や調整、各拡張カードのデバイスドライバやファームウェアの更新で安定することもある。
サードパーティーのチップセットメーカーは常に熾烈な競争を繰り広げていた。かつては台湾系チップセットメーカー (ALi (ULi), SiS, VIA) が主なサードパーティーメーカーとして競争を繰り広げていた。2000年代前半より、ATIやNVIDIAといった大手グラフィックス専業メーカーがチップセット製造販売に参入し、マザーボードへの採用数も急増した。こうして、古くからあるチップセット専業メーカーは新参のメーカーにシェアを奪われた。そして2005年、この業界で古参にあたるULiがNVIDIAに買収され、NVIDIAのアジア地区営業担当とチップセット開発に携わるようになった。2006年にはAMDがATIを買収し、ATIチップセットがAMD純正として扱われるようになる。そのため、ATIのインテル向け新製品供給は無くなった。VIAはインテル、AMD向けの開発から撤退し、自社CPU向けチップセットのみの開発となる。NVIDIAとSiSもチップセットの開発から撤退した。

### PC/AT互換機用
- インテル（詳細についてはインテル チップセットの項目を参照）
  - i440BX,i440MX,i440GX (Pentium Pro/Pentium II向け)
  - i810,i815,i820,i830
  - i840,i845,i850,i860,i865
  - i855,i915,i945
  - i925,i955,i965,i975
  - P3x,G3x,Q3x,X3xシリーズ
  - P4x,G4x,Q4x,X4xシリーズ
  - E7200/E7500/E8500 シリーズ
  - P55,H55,H57,Q57,X58
  - Z68,P67,H67,H61など
- AMD（詳細についてはAMDチップセットの項目を参照）
  - AMD690G,690V
  - AMD740G,750,760G,770,780G,780V,785G,790GX,790X,790FX
  - AMD870,AMD880G,AMD890GX,AMD890FX
  - AMD970,AMD990X,AMD990FX

撤退、又は買収されたメーカー
- ATI - 2006年にAMDに買収され、事実上AMD製品専門となる
  - Radeon IGP/Xpress シリーズ
- NVIDIA
  - nForce シリーズ
  - GeForce 9400M, 320M
- ALi/ULi - ULiはALiのチップセット部門がスピンオフした子会社。2005年にNVIDIAに買収された
  - ALADDiN5,ALADDiN-Pro5,ALiMAGiK1 (ALi)
  - M1683,M1689,M1695,M1697 (ULi)
- SiS
  - SiS530,630,650,660,735,745,746,751,755,761
- VIA - 撤退後は自社製品専門となる
  - Apollo MVP3,Pro133A,KT266A,KT400,KT600
  - K8T/K8M シリーズ
  - P4X/P4M シリーズ

### サーバ、ワークステーション向け
- Broadcom
  - HT-2000,HT-2100
- ServerWorks（旧称：RCC） - 2001年にBroadcomに買収された
  - ServerSet
  - Championシリーズ

### x86以外
x86以外のプラットフォームのチップセットについて。
- Apple Computer - x86化以前、PowerPCを搭載したMacintosh向けにチップセットを独自開発していた。IBMと共同開発したシステムコントローラは、Apple ComputerがMacintoshに搭載するCPUをインテル製品に移行した後も、IBMの一部製品に使われている。
- NEC
- 東芝
- IBM - 自社開発のPOWER・PowerPC搭載システム向けのチップセットを開発・製造している。
- シリコングラフィックス - chapter11適用前はMIPS系RISC CPU最強を誇るチップセットメーカーでもあった。
- ディジタル・イクイップメント・コーポレーション - 買収前はAlpha向け、現在はヒューレット・パッカードとなりItanium系チップセットメーカーである。